# Леон, Клайд
Клайд Леон (англ. Clyde Leon; 8 декабря 1983, Лавентиль, Сан-Хуан-Лавентиль — 28 апреля 2021) — тринидадский футболист, защитник. Выступал за сборную Тринидада и Тобаго

## Карьера
Большую часть карьеры Леон провёл за клуб «Дабл-Ю Коннекшн», с которым он выиграл все национальные титулы страны. В 2011 году Леон на некоторое время уезжал в Колумбию, где он числился в команде элитной лиги «Итагуи Дитайрес», но на поле ни разу не вышел. Вскоре защитник вновь вернулся в «Дабл-Ю Коннекшн», в котором он находился до конца карьеры.
В январе 2020 года бывший футболист стал помощником Ангуса Ива в юношеской сборной Тринидада и Тобаго.

## Сборная
С 2006 по 2012 год Леон выступал за сборную Тринидада и Тобаго. За это время он провёл за неё 45 игр и забил один гол в товарищеском матче в ворота сборной Гайаны 7 августа 2008 года.

## Смерть
Утром 28 апреля 2021 года Клайд Леон скончался от сердечного приступа на 38-м году жизни.
В июне 2023 года, спустя два года после смерти футболиста, главный тренер сборной Тринидада и Тобаго Ангус Ив сказал, что свое выступление на предстоящем Золотом Кубке КОНКАКАФ национальная команда посвящает памяти Леона.

## Достижения

### Международные
- Победитель Клубного чемпионата КФС (1): 2009.

### Национальные
- Чемпион Тринидада и Тобаго (3): 2005, 2011/12, 2013/14
- Обладатель Кубка Тринидада и Тобаго (2): 2013/14, 2015/16.